# Alphonse II du Kongo
Alphonse II du Kongo, (Nzinga Mwemba en kikongo et Afonso II en portugais), roi du royaume du Kongo en 1561

## Règne
Alphonse II est le fils aîné du roi Jacques du Kongo que les Portugais veulent imposer comme roi à la mort de son père en 1561. Une querelle de succession éclate et le roi quelques jours après est détrôné et tué par son frère Bernard qui déclare qu'il est un fils illégitime et s'impose comme son successeur

## Voir
- Liste des Manikongo du Kongo

## Sources
- (en) Anne Hilton, The Kingdom of Kongo (Oxford Studies in African Affairs), New York, Clarendon Press of Oxford University Press, 1985, Fig 1 p. 86 &  p. 87